# Staurolit

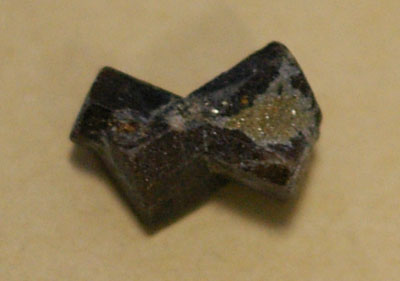
Staurolit w formie "krzyża św. Andrzeja"

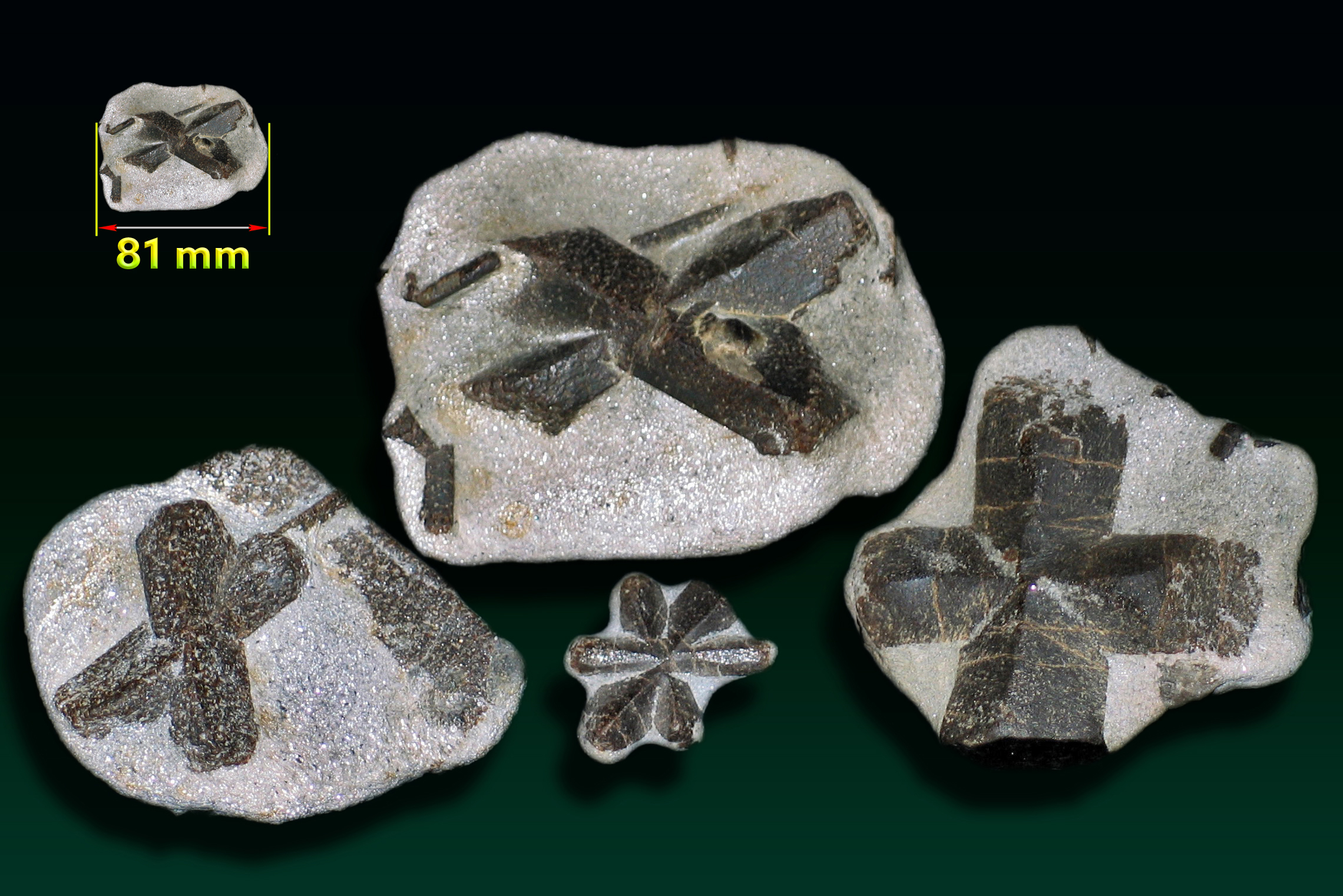
Staurolite (Staurolit) - Pestsovye Keivy, Keivy Mountains, Kola Peninsula, Murmanskaja Oblast, Northern Region.

Staurolit (granatyt) – minerał z gromady krzemianów. Minerał pospolity. Nazwa pochodzi od greckich słów stauros i lithos, co oznacza kamień krzyżowy.

## Właściwości
Kryształy o pokroju słupkowym. Często występują zbliźniaczenia przenikające się w płaszczyźnie zrostu pod kątem zbliżonym do prostego (tzw. „krzyż grecki”) lub pod kątem 60° (tzw. „krzyż św. Andrzeja”). Zawsze tworzy kryształy wrosłe. Niekiedy występuje w formie skupień ziarnistych. Jest kruchy, przeświecający, rzadko przezroczysty. 
- Widmo absorpcyjne – nie diagnostyczne
- Luminescencja – brak
- Inkluzje – liczne wrostki kwarcu, rutylu, turmalinu i grafitu

## Występowanie
Tworzy się dzięki regionalnym przeobrażeniom skał osadowych, najczęściej łupków ilastych. Spotykany w łupkach mikowych, łupkach kwarcytowych i gnejsach. Współwystępuje z granatami szczególnie z almandynem, kwarcem, muskowitem, biotytem, paragonitem, dystenem.
Miejsca występowania:
- na świecie: Rosja – Płw. Kola, Ural, Ałtaj, Włochy, Czechy, Niemcy, Szwajcaria, Austria, USA – Georgia, Nowy Meksyk, Tennessee, Namibia, Madagaskar. Skały metamorficzne w Alpach, Brazylii i USA.

- w Polsce: w Górach Opawskich (w okolicach Głuchołaz), Masyw Śnieżnika, Góry Złote w Sudetach.

## Zastosowanie
- W jubilerstwie ograniczone zastosowanie ze względu na ciemne barwy i nieprzezroczystość.
- Poszukiwany jako kamień kolekcjonerski ze względu na interesujące formy krystaliczne.
- Ma znaczenie naukowe – wskaźnik charakteru i stopnia przeobrażeń skał.